# Sông Lô

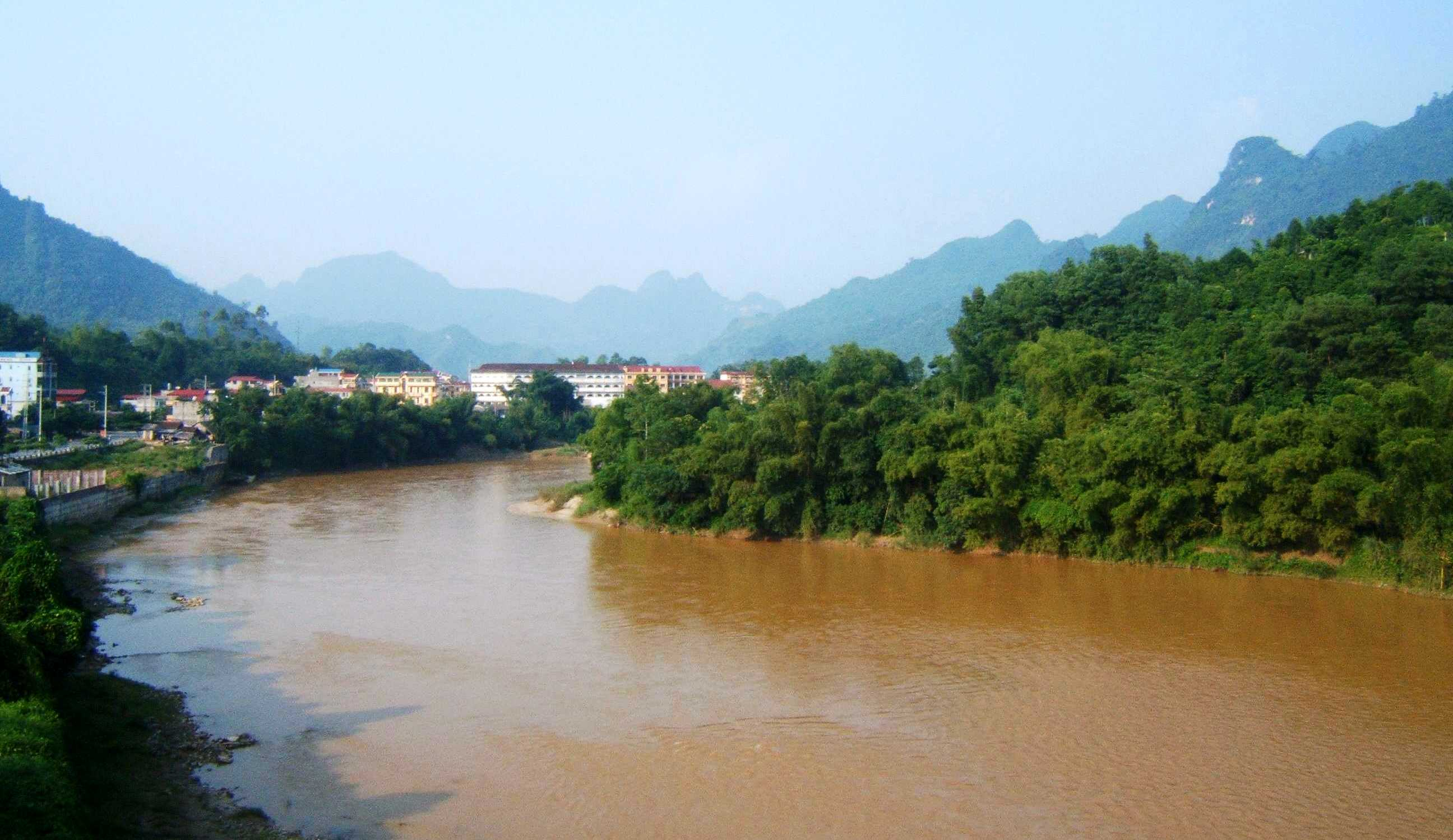
Sông Lô đoạn chảy qua phường Hà Giang 1.

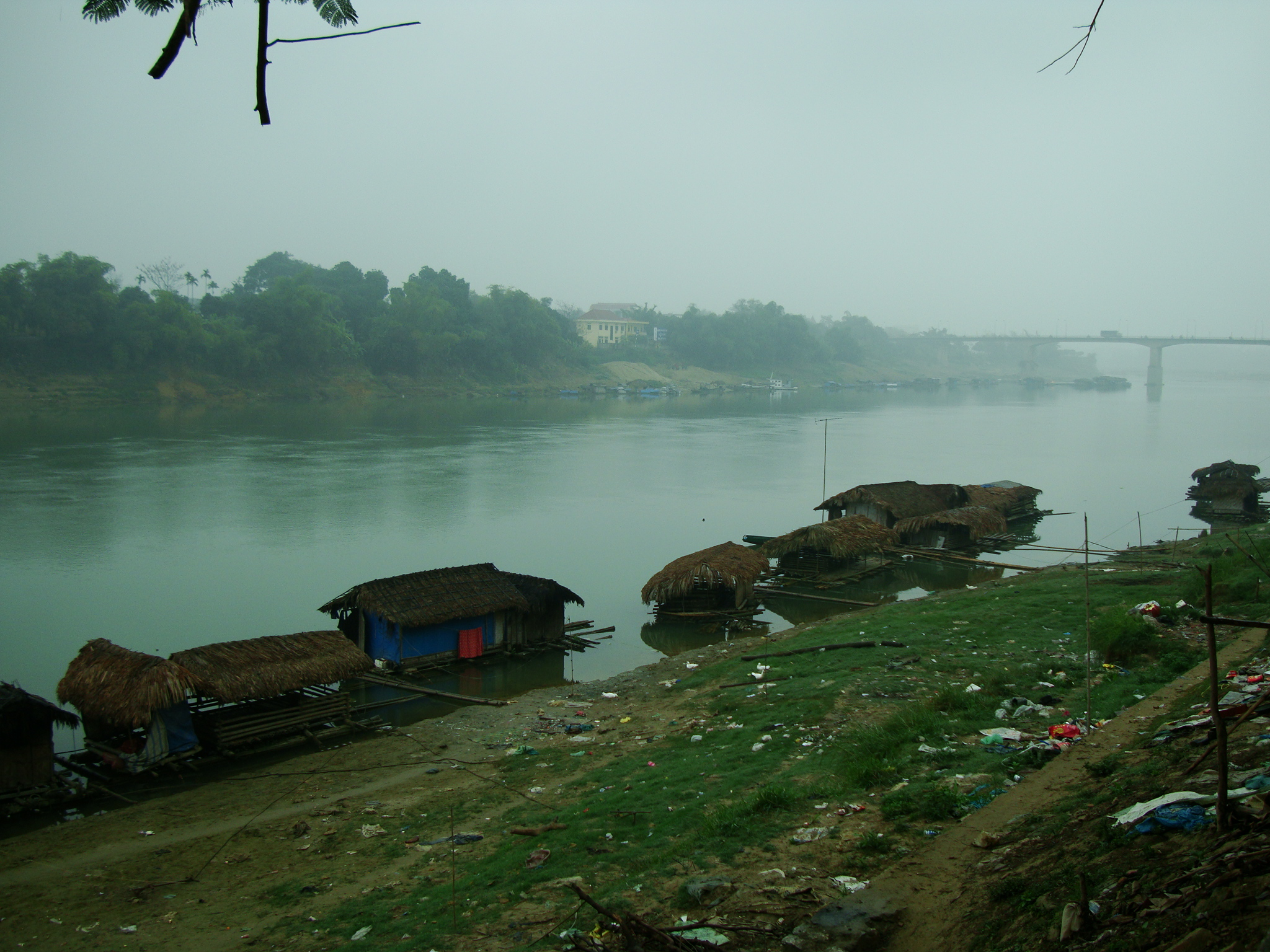
Sông Lô đoạn chảy qua phường Nông Tiến.

Sông Lô là phụ lưu lớn thứ hai ở tả ngạn sông Hồng, chảy từ Trung Quốc sang các tỉnh Tuyên Quang và Phú Thọ, Việt Nam .
Sông bắt nguồn từ tỉnh Vân Nam Trung Quốc, gọi là Bàn Long Giang (盘龙江, Pan Long Jiang). Sông chảy vào Việt Nam tại xã Thanh Thủy, tỉnh Tuyên Quang. Điểm cuối là ngã ba Hạc, còn gọi là ngã ba Bạch Hạc hay ngã ba Việt Trì, phường Thanh Miếu, tỉnh Phú Thọ, nơi sông Lô đổ vào sông Hồng .
Tổng diện tích lưu vực: 39.000 km², trong đó phần ở Việt Nam là 22.600 km².

## Tên gọi
Theo sách Kiến văn tiểu lục của Lê Quý Đôn sông Lô còn có tên là "sông Cả" hay sông Bình Nguyên. Sông Lô còn có tên là Tuyên Quang giang (宣光江).
Trong văn liệu tiếng Pháp sông có tên "rivière Claire" nghĩa chữ là "sông Sáng". Tên này không có nguồn gốc tiếng Việt, mà là do hồi giữa thế kỷ 19 người Pháp vẽ bản đồ Bắc Kỳ, ví dụ "Bản đồ Bắc Kỳ năm 1879" của Jean Dupuis, khi thấy "sông Hồng" gọi là "fleuve Rouge" (sông Đỏ) thì đã dùng "rivière Noire" (sông Đen) ghi cho sông Đà, "rivière Claire" cho sông Lô.

## Dòng chảy
Đoạn sông Lô chảy ở Việt Nam có chiều dài 274 km (các sách khác nhau ghi từ 264 km tới 277 km), là một trong năm con sông dài nhất ở miền Bắc Việt Nam (Hồng, Đà, Lô, Cầu, Đáy).
Sông Lô vào địa phận Việt Nam ở xã Thanh Thủy. Sông chảy qua Vị Xuyên, thành phố Hà Giang, Bắc Quang, Hàm Yên (có một đoạn dọc ranh giới Bắc Quang và Hàm Yên), Yên Sơn, thành phố Tuyên Quang, dọc theo ranh giới Yên Sơn và Sơn Dương rồi sang Đoan Hùng rồi lại dọc ranh giới Sơn Dương, Lập Thạch (phía đông) với Đoan Hùng, Phù Ninh, Việt Trì (phía tây). Sông Lô hợp lưu với sông Hồng ở ráp gianh giữa phường Bến Gót, phường Bạch Hạc (Việt Trì) và xã Tản Hồng (Ba Vì), cách chỗ sông Đà hợp lưu với sông Hồng khoảng 12 km.
Đoạn dài 156 km từ ngã ba Việt Trì đến cảng Tuyên Quang, tỉnh Tuyên Quang, các loại tàu thuyền có tải trọng 100 đến 150 tấn vận tải có thể hoạt động được cả hai mùa. Đoạn từ thành phố Tuyên Quang đến thành phố Hà Giang, các tàu thuyền có tải trọng nhỏ có thể tham gia vận tải được vào mùa mưa.

## Phụ lưu
Bàn Long Giang bắt nguồn từ Nghiễn Sơn. Đầu nguồn được đắp đập tạo thành hồ nhân tạo (Giá Y). Bàn Long Giang có một phụ lưu sau:
- Chahe ở Văn Sơn;

Sông Lô có hai phụ lưu lớn là:
- Sông Chảy, chi lưu phía hữu ngạn, hợp lưu tại xã Đoan Hùng, tỉnh Phú Thọ.
- Sông Gâm, chi lưu phía tả ngạn, đổ vào sông Lô ở Khe Lau, tỉnh Tuyên Quang.

Ngoài ra còn có các phụ lưu nhỏ khác như:
- Sông Phó Đáy, chi lưu phía tả ngạn, hợp lưu gần Việt Trì.
- Sông Con, chi lưu phía hữu ngạn, hợp lưu tại xã Vĩnh Tuy, tỉnh Tuyên Quang.
- Sông Miện
- Sông Mengdong

## Các cây cầu bắc ngang sông Lô
- Cầu trên quốc lộ 4C, cầu Yên Biên 1, cầu Yên Biên 3 và cầu Yên Biên 4, nối phường Hà Giang 1 với phường Hà Giang 2.
- Cầu Đạo Đức, xã Vị Xuyên, tỉnh Tuyên Quang.
- Cầu Tân Mỹ, nối xã Vị Xuyên với xã Phú Linh, Tuyên Quang.
- Cầu Tân Quang (xã Tân Quang - cầu lớn nhất bắc qua sông Lô trên địa phận Việt Nam).
- Cầu Sảo, trên quốc lộ 279, nối xã Bắc Quang với xã Bằng Hành, Tuyên Quang.
- Cầu treo nối xã Bắc Quang và Bằng Hành, Tuyên Quang.
- Cầu Bợ (xã Bình Xa, tỉnh Tuyên Quang).
- Cầu Tứ Quận (xã Yên Sơn, tỉnh Tuyên Quang).
- Cầu Tân Hà (phường Minh Xuân, Tuyên Quang).
- Cầu Nông Tiến (phường Nông Tiến, Tuyên Quang)
- Cầu Tình Húc nối phường An Tường với phường Nông Tiến, tỉnh Tuyên Quang.
- Cầu Bình Ca, Tuyên Quang.
- Cầu An Hòa (xã Bình Ca).
- Cầu Sông Lô, xã Đoan Hùng, Phú Thọ.
- Cầu Kim Xuyên, nối xã Chân Mộng, Phú Thọ với xã Hồng Sơn, Tuyên Quang.
- Cầu Sông Lô, Phú Thọ (trên cao tốc Hà Nội - Lào Cai).
- Cầu Hạc Trì (cầu Việt Trì mới).
- Cầu Việt Trì (phường Thanh Miếu).
- Cầu Vĩnh Phú, nối phường Vân Phú với xã Sông Lô, tỉnh Phú Thọ.

## Các bài hát, bài thơ về sông Lô
Thời kỳ Kháng chiến chống Pháp:
- Trường ca sông Lô của Văn Cao.
- Lô giang của Lương Ngọc Trác
- Bến Bình Ca của Nguyễn Đình Phúc
- Tiếng hát trên sông Lô của Phạm Duy
- Sông Lô Chiều cuối năm của Minh Quang.
- Ta đi tới của Tố Hữu có nhắc tới sông Lô ở phần đầu. ("Nắng chói sông Lô, hò ô tiếng hát").